# Dampierre-les-Bois
Dampierre-les-Bois è un comune francese di 1 645 abitanti situato nel dipartimento del Doubs nella regione della Borgogna-Franca Contea.

## Società

### Evoluzione demografica
Abitanti censiti